# Ligne de tramway de Bayeux à Port-en-Bessin-Huppain
La ligne de Bayeux à Port-en-Bessin-Huppain est une ancienne ligne de tramway des Chemins de fer du Calvados (CFC).

## Histoire
La ligne est mise en service le 1er juillet 1899 entre Bayeux et Port-en-Bessin-Huppain.